# Protestos na Rússia contra a corrupção em 2017-2018
Os Protestos na Rússia em 2017-2018 foram manifestações que ocorreram em 26 de março de 2017, contra a suposta corrupção no governo federal russo, e que aconteceram simultaneamente em muitas cidades do país. Os protestos foram desencadeados pela falta de resposta adequada das autoridades russas ao publicado filme de investigação "He Is Not Dimon to You", que obteve mais de 23 milhões de visualizações no YouTube. No domingo à noite, a polícia antimotim em armaduras corporais e capacetes tinha prendido mais de 1 000 manifestantes no centro de Moscou, enquanto a multidão, numerada em dezenas de milhares, animava, assobiava e cantava - "Vergonha!", "Medvedev está em renúncia!" e "Putin ladrão!" A pesquisa do Levada Center mostrou que 38% dos russos pesquisados apoiaram os protestos e que 67% consideraram que Vladimir Putin é "inteiramente" ou "em grande medida" responsável pela corrupção de alto nível.
Uma nova onda de protestos em massa ocorreu em 12 de junho de 2017. Após a prisão de Navalny em 29 de setembro, horas antes de uma manifestação planejada em Nizhny Novgorod, uma nova onda de protestos foi anunciada para 7 de outubro, aniversário de Putin. Protestos e revoltas continuaram em 2018, com a tendência à radicalização, e um número recorde de manifestantes foi detido em 5 de maio, dois dias antes da posse de Putin. Comícios em massa foram realizados em mais de 60 cidades em toda a Rússia.

## Consequências
O prédio da Fundação Anticorrupção foi evacuado devido a uma mensagem de bomba, interrompendo a transmissão pela internet do protesto realizado a partir do escritório. Logo os funcionários da Fundação foram detidos pela polícia, que também passou a realizar buscas e apreensão de equipamentos.
Algum tempo depois, Alexei Navalny foi acusado de organizar uma reunião ilegal. Um funcionário da ACF e o chefe da filial de Moscou do "Partido do progresso" não registrado, Nikolay Lyaskin, foi detido por 25 dias. Leonid Volkov, chefe da campanha presidencial de Alexei Navalny, foi acusado de extremismo.
Uma pesquisa da Levada de abril de 2017 descobriu que 45% dos russos entrevistados apoiam a renúncia do primeiro-ministro russo, Dmitry Medvedev, enquanto 33% se opõem. A Newsweek informou que "uma pesquisa de opinião do Centro Levada, com sede em Moscou, indicou que 38% dos russos apoiaram os comícios e que 67% responsabilizaram Putin pessoalmente pela corrupção de alto nível". Uma pesquisa da Levada de maio de 2017 descobriu que 58% dos russos entrevistados apoiaram os protestos, enquanto 23% disseram que desaprovam.
Em maio, Yury Kuly foi condenado a 8 meses de prisão e, em 24 de maio, Alexander Shpakov foi condenado a 1,5 ano de prisão, ambos por suposta violência contra a polícia no comício de 26 de março em Moscou.

## Reação do governo
A televisão estatal russa ignorou completamente os protestos de domingo. Os boletins da manhã de segunda-feira estavam igualmente em branco. Jornais pró-Kremlin também ignoraram os protestos.

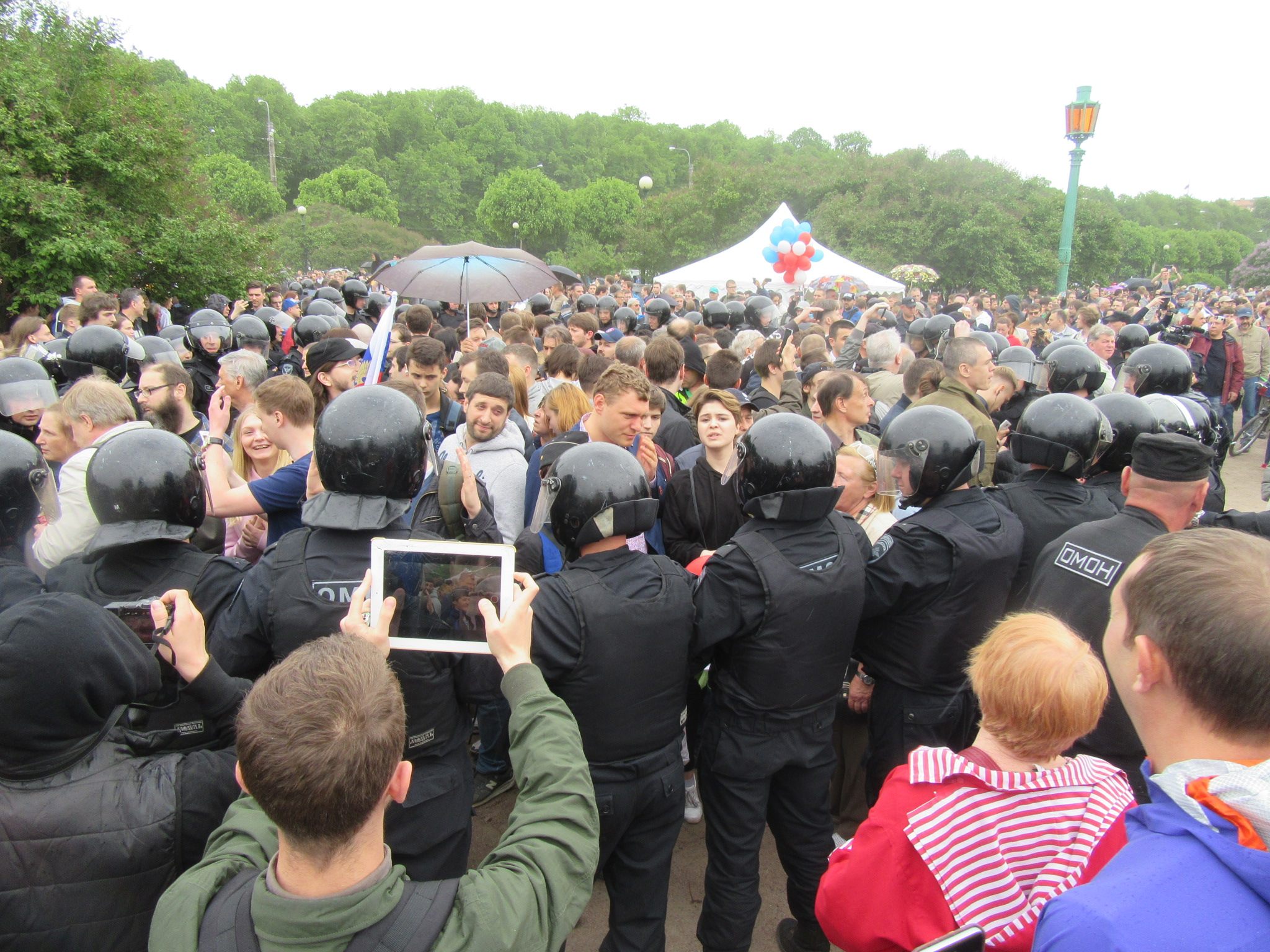
Polícia circunda grupo de manifestantes em São Petersburgo, 12 de junho de 2017

Em todo o país, estudantes relataram ter sido pressionados em palestras alertando sobre os perigos de apoiar aqueles que se opõem a Putin. Algumas escolas e universidades simplesmente encarregaram os professores de persuadir seus alunos a não irem aos protestos. Um estudante de 13 anos teria dito: "Eles não têm o direito de nos 'reeducar', de mudar nossas visões políticas. Acho que eles estão fazendo isso porque estão com medo. Eles sabem que um dia poderemos votar."
Alisa Vox, uma cantora russa, apareceu no vídeo de "Baby Boy", postado online em 15 de maio. Ele acumulou mais de 2,1 milhões de visualizações e mais de um quarto de milhão de 'dislikes', ou downvotes.
Navalny disse que o vídeo do Vox era uma manobra de relações públicas do governo russo para dissuadir seus apoiadores de que ela havia recebido dinheiro.
Em muitas cidades, no dia do protesto, a rota do transporte público foi especialmente alterada para que fosse mais difícil para as pessoas chegarem ao protesto.